# Ben Zobrist
Benjamin Thomas Zobrist (Eureka, 26 maggio 1981) è un ex giocatore di baseball statunitense.

## Carriera

### Houston Astros
Zobrist fu scelto dagli Houston Astros nel sesto turno del draft MLB del 2004 e scambiato coi Tampa Bay Devil Rays il 12 luglio 2006.

### Tampa Bay Rays
Zobrist debuttò nella MLB il 1º agosto 2006, al Tropicana Field di St. Petersburg contro i Detroit Tigers. Nelle prime due stagioni con la squadra fu l'interbase titolare, faticando tuttavia ad imporsi. La sua meccanica in battuta migliorò nel 2008, anno in cui giocò principalmente come esterno, raggiungendo le sue prime World Series, perse contro i Philadelphia Phillies. Nel 2009 guidò la MLB con 8,6 di wins above replacement (WAR) davanti all'8,4 di Albert Pujols, venendo convocato per il suo primo All-Star Game.

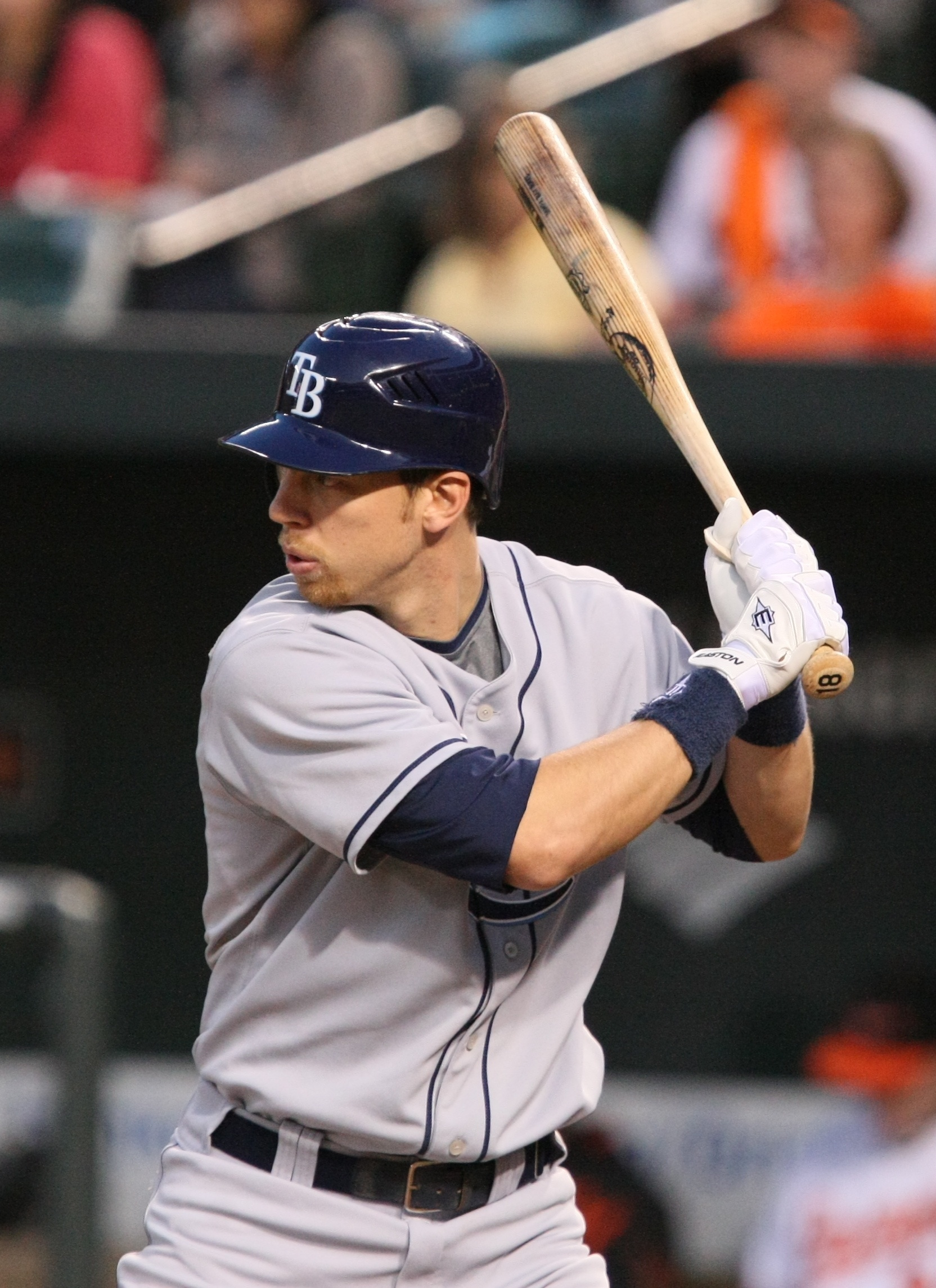
Zobrist coi Rays nel 2009

Nel 2010, Zobrist rinnovò per tre anni con Tampa Bay. L'anno seguente stabilì un record di franchigia con 8 punti battuti a casa in una gara contro i Minnesota Twins e concluse la stagione guidando l'American League in WAR. Nel 2013 fu convocato per il suo secondo All-Star Game dopo avere terminato con una media battuta di .279, la sua migliore dal 2009.

### Oakland Athletics
Il 10 gennaio 2015, Zobrist fu scambiato con gli Oakland Athletics col compagno Yunel Escobar per John Jaso, Daniel Robertson e Boog Powell. Nella prima giornata della stagione, Zobrist batté un fuoricampo da 2 punti nel primo turno in battuta. Il 25 aprile fu rivelato che si sarebbe dovuto sottoporre a un'operazione chirurgica al menisco costringendolo a uno stop di un mese.

### Kansas City Royals
Il 28 luglio 2015, Zobrist fu scambiato coi Kansas City Royals per Sean Manaea ed Aaron Brooks. Disputò 59 partite nella stagione regolare per Kansas City, concludendo con una media in battuta di .284, 7 home run, 37 punti segnati e 23 punti battuti a casa. I Royals vinsero la propria division e affrontarono gli Houston Astros nelle division series, in cui Zobrist disputò tutte le 5 gare come titolare. La squadra giunse alle World Series 2015 con la vittoria contro i Toronto Blue Jays, dove batté i New York Mets in cinque gare. Zobrist giocò come seconda base e batté per secondo in tutte le gare di playoff della squadra, concludendo la post-season con una media battuta di .303 in 66 turni, con 15 punti segnati, 20 valide, 2 home run e 6 punti battuti a casa.

### Chicago Cubs

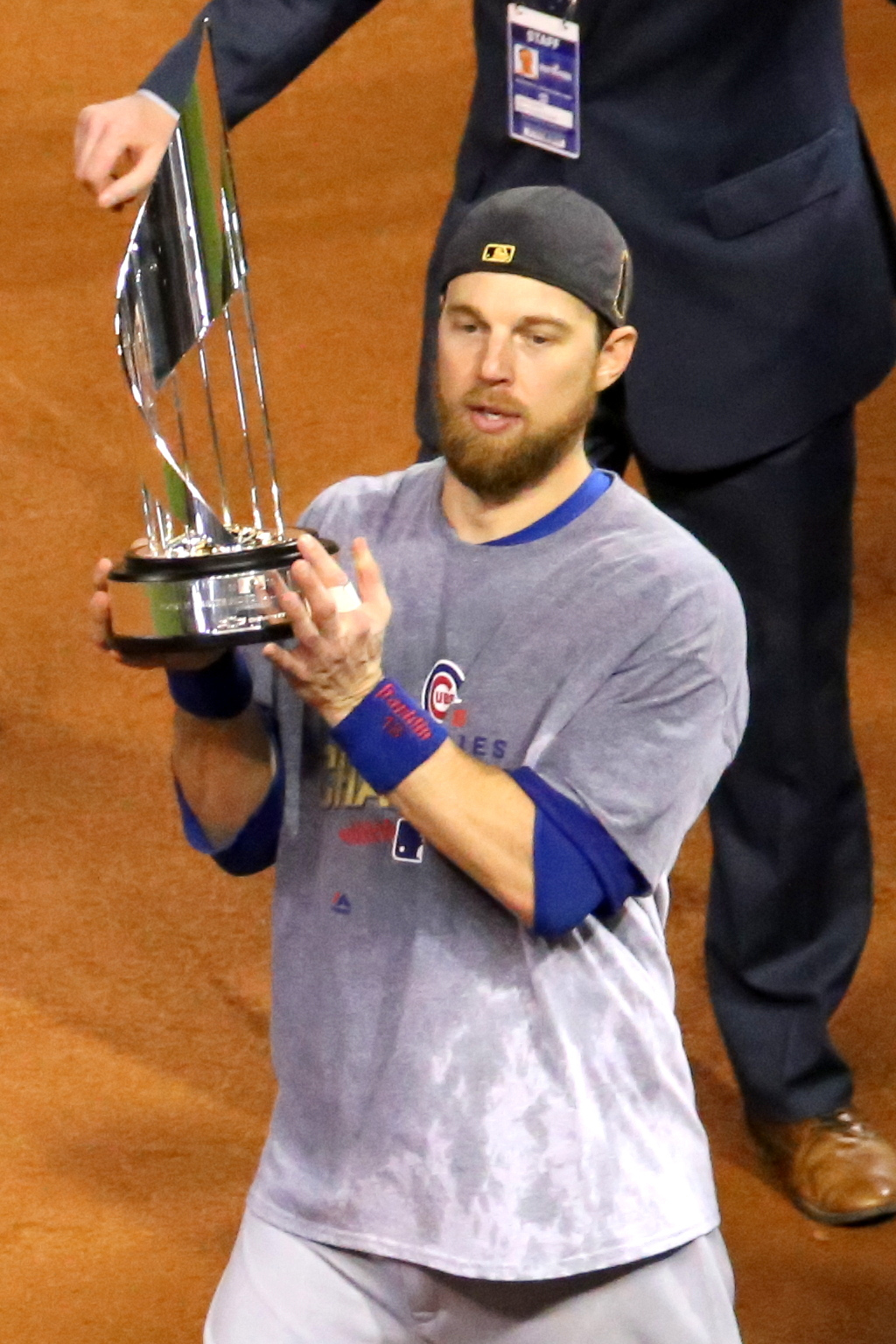
Zobrist col premio di MVP delle World Series nel 2016

L'8 dicembre 2015, Zobrist firmò un contratto quadriennale del valore di 56 milioni di dollari con i Chicago Cubs. Con essi vinse le World Series per il secondo anno consecutivo, riportando il titolo ai Cubs dopo un digiuno di 108 anni. Nella decisiva gara 7, nel decimo inning batté una valida che permise a Chicago di passare definitivamente in vantaggio. Per le sue prestazioni fu premiato come miglior giocatore delle World Series.
Nel 2017, Zobrist disputò 159 partite, ricomprendo cinque diversi ruoli in difesa e commettendo solo 3 errori.
Il 6 marzo 2020, Zobrist confermò le voci circolate sul suo ritiro nelle settimane precedenti, e disse di essere aperto a offerte da parte dei Cubs per ruoli al di fuori di quello di giocatore.

## Palmarès

### Club
- World Series: 2

Kansas City Royals: 2015
Chicago Cubs: 2016

### Individuale
- All-Star: 3

2009, 2013, 2016
- Miglior giocatore delle World Series: 1

2016